# Elephantulus rupestris
Elephantulus rupestris é uma espécie de musaranho-elefante da família Macroscelididae. Pode ser encontrada Namíbia e África do Sul, com possibilidade de ocorrer também no extremo sul de Botsuana e sudoeste de Angola.